# Hockeria thailandica
Hockeria thailandica är en stekelart som beskrevs av T.C. Narendran och Sudheer 2005. Hockeria thailandica ingår i släktet Hockeria och familjen bredlårsteklar.
Artens utbredningsområde är Thailand. Inga underarter finns listade i Catalogue of Life.